# Marcello Rota
Marcello Rota (Nizza Monferrato, 1957) è un direttore d'orchestra italiano.
Ha studiato corno al Conservatorio Antonio Vivaldi di Alessandria e direzione d’orchestra all’Accademia Chigiana di Siena con Igor Markevitch e Franco Ferrara. Dopo aver debuttato con l’Orchestra Sinfonica della RAI di Torino, ha diretto le orchestre di vari teatri, tra cui il San Carlo di Napoli, il Teatro Massimo di Palermo, il Carlo Felice di Genova e l'Arena di Verona. 
Ha diretto orchestre di tutto il mondo, tra cui l’Orchestra della Svizzera Italiana, l’Orchestra Sinfonica Siciliana, l'orchestra della Staatsoper di Monaco, la Filarmonica di Berlino, la National Symphony Orchestra e la Royal Philharmonic Orchestra, l’Filarmonica di Mosca, la Orquestra Filarmonia das Beiras, la Filarmonica di Buenos Aires, la Melbourne Symphony Orchestra e la Sydney Symphony Orchestra. 
Ha collaborato col tenore Andrea Bocelli nei suoi numerosi tour mondiali. Il 27 settembre 1997, in occasione del 23º Congresso eucaristico nazionale, ha partecipato al mega-concerto al Caab di Bologna, con Bocelli (che ha cantato Panis Angelicus) e diversi altri artisti tra cui Bob Dylan, alla presenza del papa Giovanni Paolo II.
Dal 2004 è direttore principale ospite della Czech National Symphony Orchestra di Praga, con la quale incide per la casa discografica Victor JVC. Dal 2006 al 2009 è stato ospite del Teatro alla Scala di Milano e sempre nel 2009 ha inaugurato la stagione del Festival Puccini di Torre del Lago con La bohème. Nel 2010 ha inaugurato il Festival Donizetti a Bergamo con l’opera Poliuto.
Ha accompagnato molti celebri solisti, tra cui Mstislav Rostropovich, Jean-Pierre Rampal, Cecilia Gasdia, Katia Ricciarelli, Tiziana Fabbricini, Maria Dragoni, Paola Sanguinetti, Mariella Devia, Kiri Te Kanawa e Renato Bruson.
Il suo repertorio lirico comprende oltre 40 titoli, in particolare di Rossini, Bellini, Donizetti, Verdi e Puccini.